# Mother ’93
Mother '93 – singel amerykańskiego zespołu Danzig. Wydany w maju 1993 roku.

## Utwory
1. Mother '93
2. Mother (Live)
3. How The Gods Kill (Live)
4. When Death Had No Name

## Twórcy
- Glenn Danzig – śpiew
- Eerie Von – gitara basowa
- John Christ – gitara
- Chuck Biscuits – perkusja
- Rick Rubin – produkcja

## Wideografia
- "Mother '93" (1994)